# Бен-Ами, Моше
Моше Бен-Ами (ивр. משה בן-עמי‎; 1898, Тверия, Северный округ — 18 февраля 1960, Израиль) — израильский политический и общественный деятель, адвокат, депутат кнессета 1-го созыва.

## Биография
Родился в 1898 году в Тверии, Османская империя (ныне Израиль). Учился в иешиве, затем в колледже Лившица в Иерусалиме, изучал право в Иерусалимском университете, получил статус адвоката.
В 1943—1946 годах работал председателем комиссии еврейских кварталов Яффо, а затем возглавлял отдел социальных услуг в мэрии Тель-Авива.
Несколько раз избирался членом Законодательного собрания Британской Палестины. В 1949 году избран депутатом кнессета 1-го созыва от партии «Сефарды и выходцы Востока», был членом законодательной комиссии, комиссии кнессета и финансовой комиссии.
Умер 18 февраля 1960 года.